# Walter Skinner
Pour les articles homonymes, voir Skinner.
 (avril 2008).
Si vous disposez d'ouvrages ou d'articles de référence ou si vous connaissez des sites web de qualité traitant du thème abordé ici, merci de compléter l'article en donnant les références utiles à sa vérifiabilité et en les liant à la section « Notes et références ».
Walter Skinner est un personnage de fiction de la série télévisée X-Files : Aux frontières du réel (X-Files). Il est directeur adjoint chargé des affaires non-classées durant une grande partie de la durée de la série et est interprété par Mitch Pileggi.

## Biographie de fiction
Walter Skinner occupe la place d'Assistant du Directeur au FBI de la division d’enquête criminelle et sa fonction est d’épauler le Directeur adjoint (Deputy director) qui lui-même est la liaison entre le directeur du FBI et les affaires courantes. Et il a également en charge le petit bureau des affaires non-classées (X-Files) occupé par les agents Fox Mulder et Dana Scully dont il est le supérieur hiérarchique direct. C’est un ancien marine (ancien combattant de la guerre du Viêt Nam) et il est sévère et exigeant, mais juste et honnête. Plusieurs fois par le passé, il s’est heurté à l’agent Mulder à qui il reproche ses méthodes peu orthodoxes utilisées lors de ses enquêtes. Malgré cela, Skinner a souvent aidé et soutenu les agents Mulder et Scully, même contre sa hiérarchie.
Pendant longtemps, il reçoit les visites dans son bureau de l’homme à la cigarette, qui le pousse à étouffer certaines affaires et à en manipuler d’autres. Leur relation est restée longtemps ambiguë. Même si certaines de ses actions sont entourées d’ombres, il est un allié fidèle et sérieux pour Mulder et Scully, pour qui il s’impliquera de nombreuses fois. Il croit au paranormal, bien qu’il ne veuille que rarement l’admettre. Il a même parlé à Mulder d’une expérience de vie après la mort qu’il a eue au Vietnam : « Le surnaturel me fait peur depuis cette expérience… »

### Années 1970
Walter Skinner fait son service militaire au Viêt Nam, pendant la guerre. À cette époque, il est jeune et inconscient et se drogue. Avec son détachement, il est pris dans un traquenard et est le seul survivant. Il frôle la mort et dans son délire aperçoit une vieille femme, qui semblait être son ange gardien.

### Années 1980
Walter se marie avec Sharon. Ils vont vivre à Washington, D.C.. Walter entre au FBI, au début de la décennie.

### Années 1990
En avril 1993, Skinner est devenu assistant du directeur. Le Deputy Director Scott Blevins lui confie la prise en charge du bureau des affaires non-classées, une petite division qui s’occupe d’affaires criminelles sous un angle paranormal, dirigée par l’agent spécial Fox Mulder. Il devra d’ailleurs le rappeler à l’ordre lors de l’affaire Tooms.
En mai 1993, mis sous pression à la suite d'une étrange affaire d’hybride, il décide de fermer le bureau des affaires non-classées, reléguant l’agent Mulder à la section des fraudes et l’agent Scully à l’Académie de Quantico. Fin 1993, Skinner soutient Mulder en lui proposant des affaires en rapport avec le paranormal, il le protège également de l’homme à la cigarette qui vient régulièrement faire pression sur lui. Il lui assigne également un nouvel équipier : l’agent Alex Krycek. Lors de l’affaire Duane Barry, l’agent Scully est enlevée par le forcené et disparaît. Barry se fera également empoisonner. Il apparaît par la suite que l’agent Krycek était un agent double travaillant pour le fumeur et dont le travail était de faciliter l’enlèvement de Scully et de surveiller Mulder. À la suite de cela, de son propre chef et malgré les foudres de la hiérarchie, Skinner décide de rouvrir le bureau des affaires non-classées. Plus tard, l’agent Scully sera retrouvée dans un hôpital de Washington
En 1994, alors que l’agent Mulder semble avoir été tué dans un wagon au Nouveau-Mexique, Skinner découvre que la conspiration autour des affaires non-classées est bien plus vaste qu’il ne le soupçonnait. L'homme à la cigarette fait à nouveau pression sur lui pour obtenir une cassette numérique contenant des secrets d’États que détenait Mulder. Il trouve cette cassette et propose à Mulder (qui finalement n’est pas mort) et Scully de s’en servir pour leur garantir une couverture contre les conspirateurs. Mais Skinner se fait agresser par Alex Krycek, qui lui vole la cassette. Sans se démonter, Skinner demande au fumeur une immunité de sa part en échange de quoi un indien du nom d’Albert Hosteen ne révèlera à personne ce qui se trouve sur cette cassette. La relation entre le fumeur et Skinner est rompue.
En 1995, à plusieurs reprises, Skinner aide les agents Mulder et Scully dans leurs investigations. En 1996, Skinner refuse les pressions d’étranges hommes qui réclament que l’enquête à propos du meurtre de la sœur de Dana Scully, Melissa, s’arrête. Il se fera alors tirer dessus par un homme de main du consortium. Il s’en tirera de justesse. Sa femme Sharon demande le divorce, qu’il finira par accepter à la longue. Dans le même temps, il est accusé du meurtre d’une prostituée. C'est alors que la vieille femme qu’il avait vu dans ses visions au Viêt Nam réapparaît et l'aide à s’innocenter, grâce à l’aide des agents Mulder et Scully.
En 1997, le directeur-adjoint Skinner est assigné à comparaître devant la commission sénatoriale, à propos d’une affaire concernant Alex Krycek. La commission, sans aucune raison, abandonnera finalement ses poursuites. Alors que l’agent Scully est atteinte d’un cancer, Skinner scelle un pacte avec l'homme à la cigarette en vue de la sauver. En échange d’un remède, Skinner devait maquiller certaines preuves dans les enquêtes de Mulder. Mais ce dernier le découvre et le pacte entre Skinner et le fumeur sera rompu. Fin 1997, Mulder, avec l’aide de Skinner, réussit à trouver un remède pour Scully et parvient à démasquer le Deputy Director Scott Blevins, qui était lui aussi un agent double.
En 1998, le bureau des affaires non-classées est fermé. Il est ensuite rouvert et confié aux agent Jeffrey Spender et Diana Fowley, reléguant Mulder et Scully à la section anti-terroriste. Skinner est complètement impuissant.

### Années 2000 et 2010
En 2000, Alex Krycek empoisonne Skinner avec des nanomachines pouvant déclencher la mort de ce dernier en appuyant sur un simple bouton. En échange de la vie sauve, Skinner devra lui fournir des renseignements sur les affaires non-classées. Quelques mois plus tard, alors que Mulder et lui recherchent un vaisseau extraterrestre crashé en Oregon, Skinner assiste impuissant à l’enlèvement de Mulder par ces derniers.
Fin 2000, Skinner tombe sous les ordres du directeur-adjoint Alvin Kersh, récemment promu. Il part alors avec Dana Scully à la recherche de l’agent Mulder. Ils feront tout pour le retrouver. Skinner mène quelques enquêtes avec l’agent John Doggett, qui remplace Mulder au service des affaires non-classées. Le directeur adjoint Skinner découvre que d’autres enlevés, laissés pour morts, ne le sont pas réellement et reviennent à la vie, mais transformés. Un virus extraterrestre les métamorphose après les avoir maintenus dans un état entre la vie et la mort durant plusieurs mois. Mulder sera déterré de sa tombe et évite tout ceci grâce à un traitement anti-viral. Mulder se remet de ses blessures et sera mystérieusement guéri de son mal au cerveau. Pendant ce temps, Krycek fait pression sur Skinner pour obtenir des informations. Il pousse Skinner à réaliser certains actes pour son compte. Excédé, Skinner profite d’un moment de faiblesse de Krycek pour l’abattre de sang froid d’une balle dans la tête.
En 2016, alors qu'il est toujours directeur adjoint du FBI, Skinner rouvre le service des affaires non-classées, qu'il réattribue à Fox Mulder et Dana Scully, de retour au sein du Bureau fédéral. Plus tard, il est approché par l'Homme à la cigarette qui lui propose de survivre à la future pandémie planifiée par ses soins en échange de sa collaboration pour tuer Mulder et retrouver William. Il accepte pour donner le change. Plusieurs mois après, il rompt de façon manifeste son allégeance envers le Fumeur en tenant en joue la voiture de ce dernier. L'Homme à la cigarette force alors sa confidente, Monica Reyes, qui est au volant, à foncer sur Skinner. Ce dernier riposte en lui tirant dessus et l'atteint mortellement au visage. Cependant, son sort demeure volontairement incertain : il ne peut apparemment pas éviter la voiture et bien qu'il ait plongé au dernier moment, Skinner semble avoir été sinon écrasé ou blessé, tout du moins assommé quand l'homme à la cigarette qui voit ses pieds dépasser de sous la voiture, lui subtilise son arme (Chris Carter laissant planer le doute dans une interview après la fin de la saison 11).